# Ion Zlătaru
Ion Zlătaru (ur. 17 listopada 1927) – rumuński pięściarz, reprezentant kraju na igrzyskach olimpijskich w Helsinkach (1952). Na igrzyskach wziął udział w turnieju w wadze koguciej. Jego rywal w pierwszej walce reprezentant Francji Antoine Martin został zdyskwalifikowany, w drugiej przegrał 3:0 z reprezentantem Związku Południowej Afryki Lennie von Graevenitzem.